# Vocable (religion)
Pour les articles homonymes, voir Vocable.
Le vocable est l'appellation d'une église ou autre édifice religieux, du nom du saint ou du thème auquel elle est dédiée. 
Il s'agit souvent du nom d'un saint (église Notre-Dame, église Saint-Pierre, etc.), parfois d'une appellation particulière de ce saint (église Notre-Dame-de-Lourdes, église Saint-Pierre-ès-Liens, etc.). On peut parler alors d'une église dédiée à saint Pierre « sous le vocable » de Saint-Pierre-ès-Liens.
Le vocable peut également être une appellation d'une personne de la Trinité (église Saint-Sauveur, église du Saint-Esprit, etc.), ou autre (église de l'Annonciation, église Sainte-Croix, etc.).
La dédicace est la cérémonie consacrant une nouvelle église sous le vocable choisi.